# Channi Anand
Channi Anand (* Kašmír) je indický fotograf a novinář. Byl jedním ze tří fotožurnalistů z Associated Press, kteří v roce 2020 vyhráli Pulitzerovu cenu za fotografie ze zásahu Indie proti Kašmíru.

## Dílo
Dokumentoval násilí na indicko-pákistánské hranici, politickou situaci, příběhy lidí vysídlených po zemětřesení v jižní Asii. V Associated Press pracuje od roku 2000.

## Životopis
Channi Anand žije v Džammú a Kašmír. Channi Anand v současné době (2020) pracuje jako reportér americké tiskové agentury Associated Press. V srpnu 2019 získal Anand prestiží novinářskou cenu spolu s dalšími dvěma fotoreportéry Darem Yasinem a Mukhtarem Khanem za fotografickou dokumentaci bezprecedentní situace v indickém Kašmíru.